# Korytarz nad Stawami
Korytarz nad Stawami – jaskinia w Dolinie Będkowskiej na Wyżynie Krakowsko-Częstochowskiej. Znajduje się w granicach wsi Kobylany w województwie małopolskim, w powiecie krakowskim, w gminie Zabierzów.

## Opis obiektu
Jest to niewielki obiekt jaskiniowy znajdujący się w skale Rodzynek, na której uprawiana jest wspinaczka skalna. Jest jedna droga wspinaczkowa Crash test prowadząca obok otworu korytarzyka. Skała znajduje się nad hodowlanymi stawami rybnymi w orograficznie lewych zboczach Doliny Będkowskiej, po południowej stronie Wąwozu Granicznego. Niewielki otwór znajduje się około 3 m nad podstawą zachodniej ściany. Dojście do niego jest łatwe. Za otworem jest korytarz o nieregularnym kształcie i wznoszącym się dnie. Jest pochodzenia krasowego, powstał pomiędzy ukośnymi warstwami wapienia.
Schronisko powstało w późnojurajskich wapieniach skalistych. Jest w całości widne i poddane wpływom środowiska zewnętrznego. Nacieków brak, na ścianach rozwijają się glony i żółte porosty. Spąg częściowo skalisty, częściowo zawalony wapiennym gruzem i próchnicą. Ze zwierząt obserwowano pajęczaki, muchówki i motyla paśnika jaskińca.

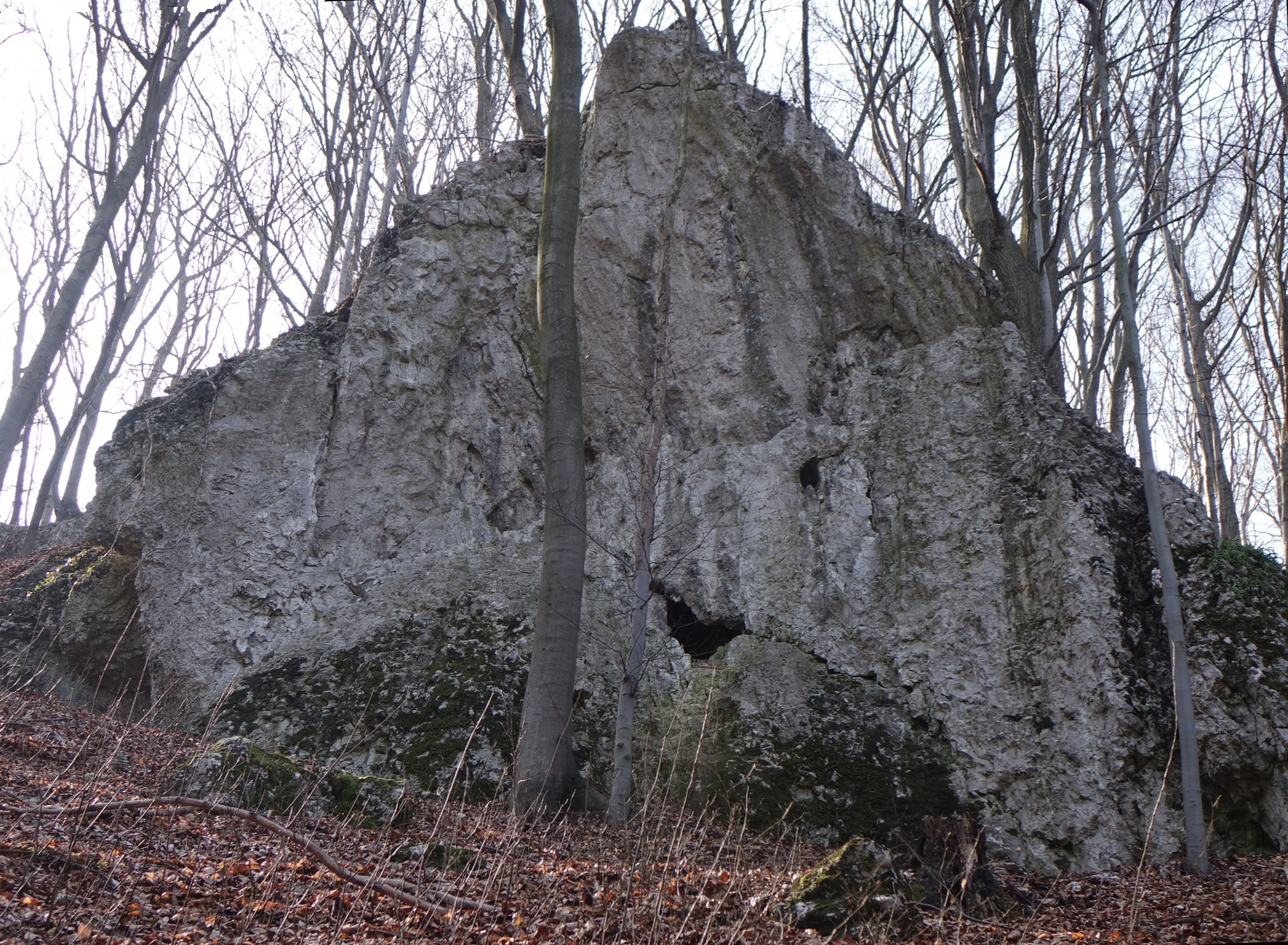
Skała Rodzynek z otworem schroniska
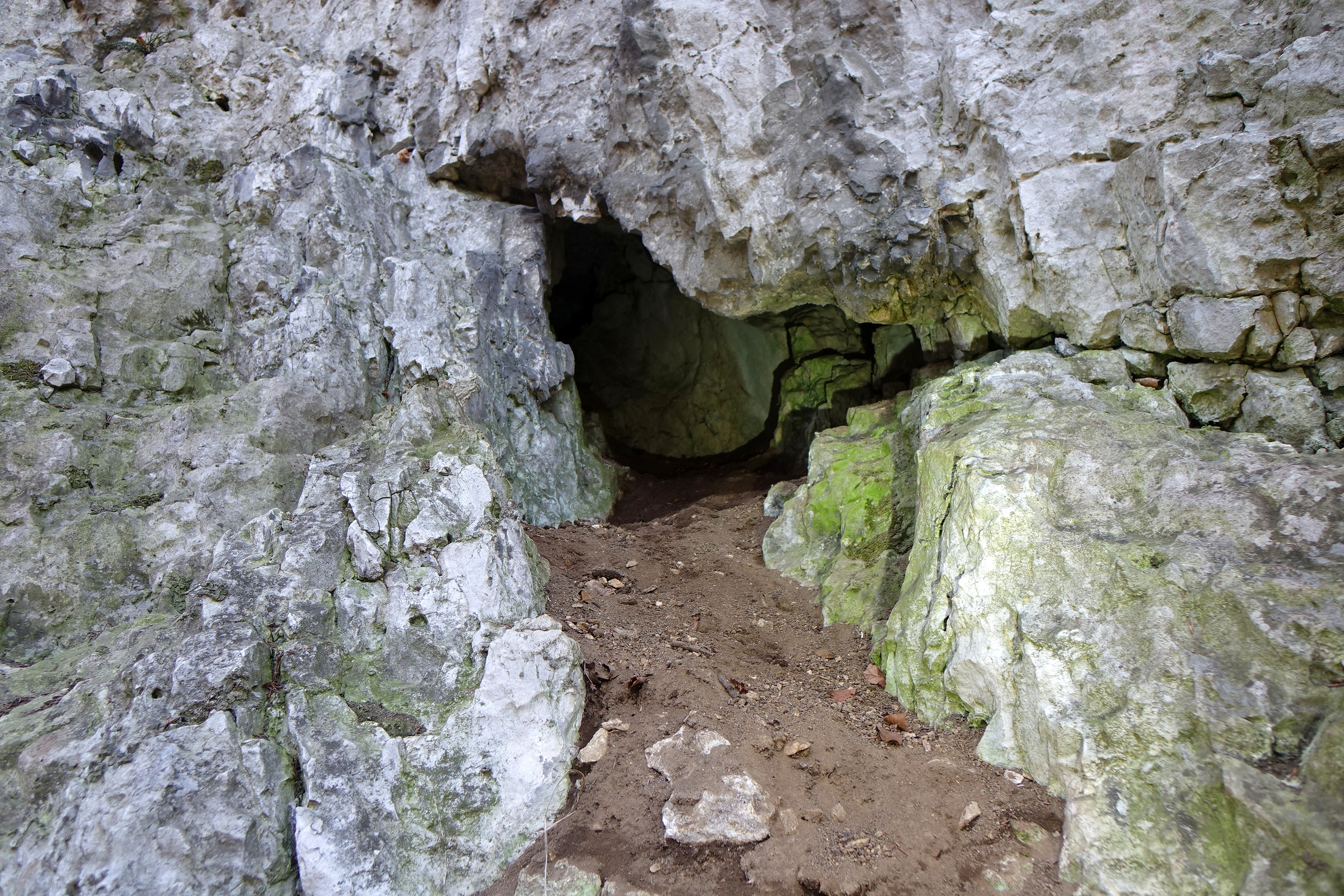
Otwór
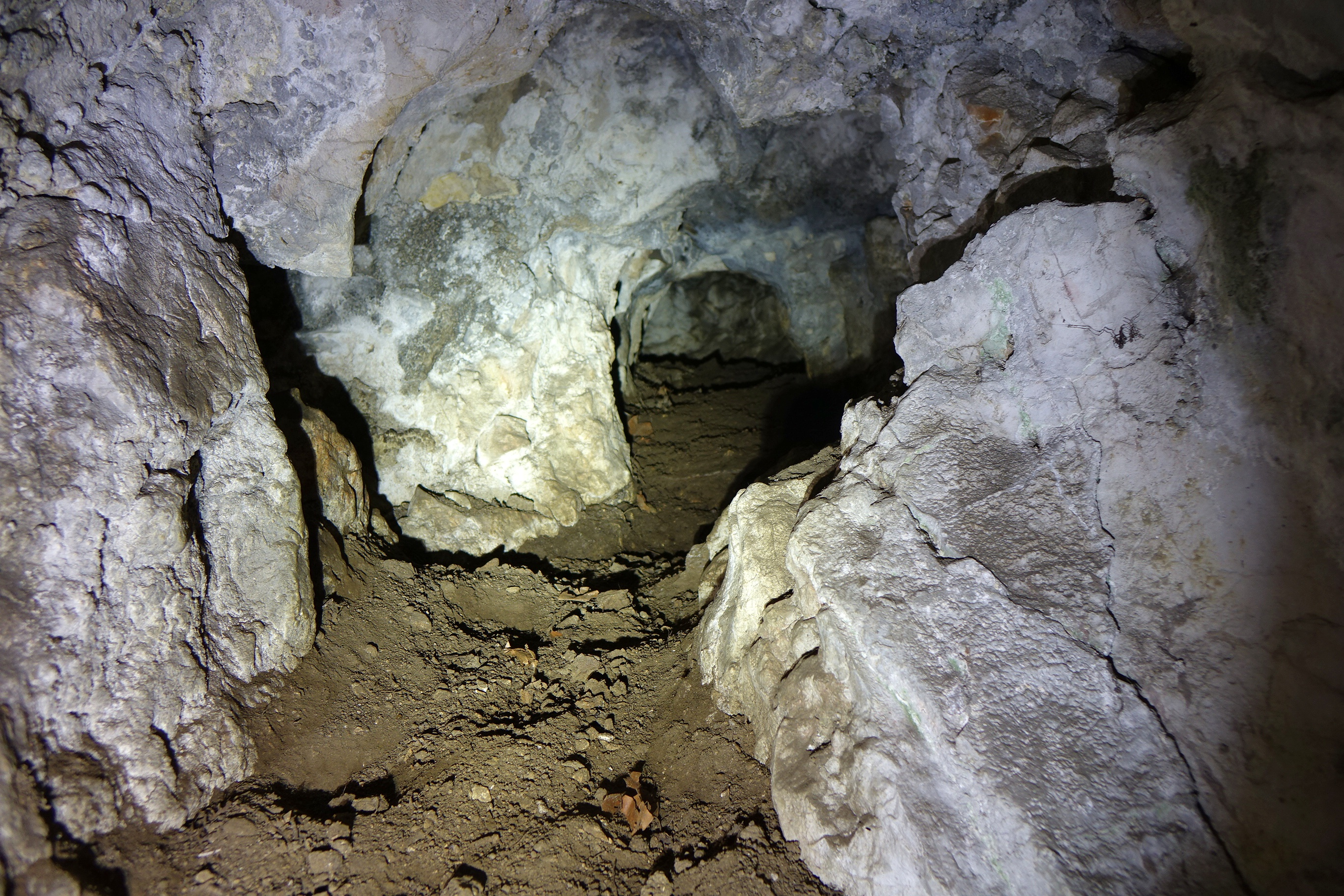
Korytarz
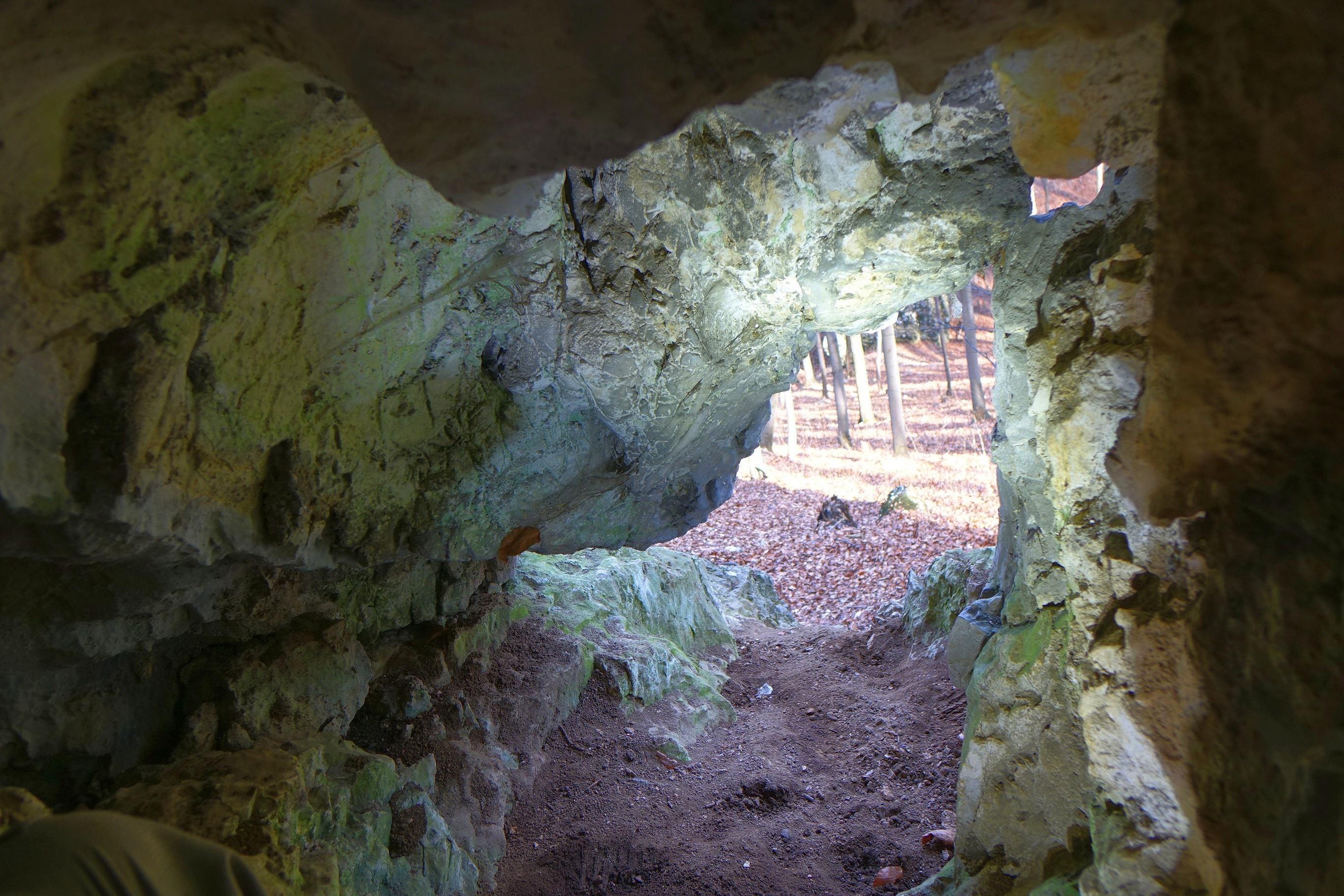
Widok z korytarza